# 2012년 하계 올림픽 폐막식
2012년 하계 올림픽 폐막식은 2012년 8월 12일 오후 9시 (영국 서머타임, UTC+1)부터 00:11까지 약 3시간 11분간 런던 올림픽 스타디움에서 거행된 2012년 런던 올림픽의 폐막식이다. 전세계 7억 5천만명이 시청한 것으로 집계되었다.

## 행사 개요

### 음악

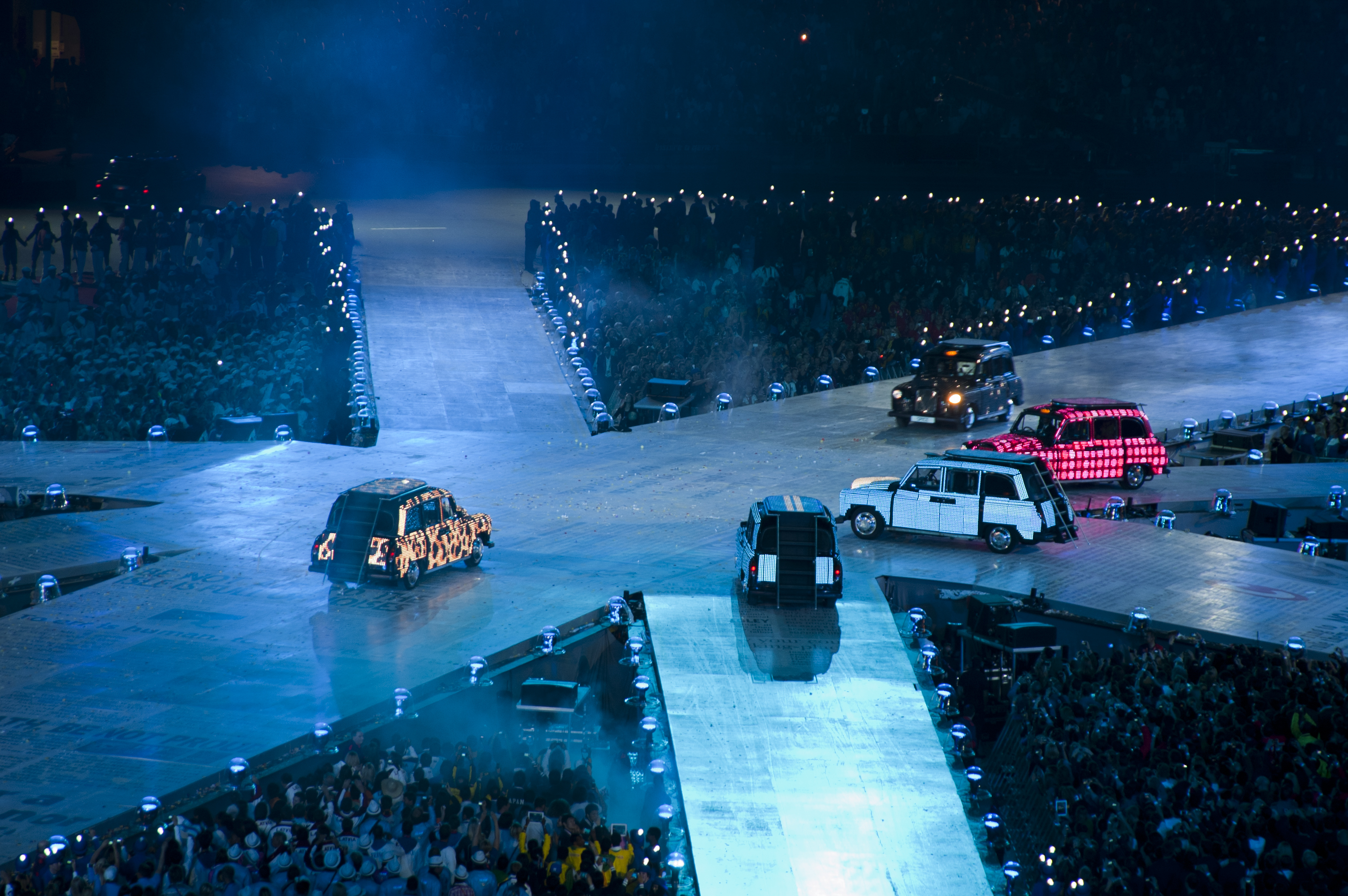
스파이스 걸스를 태운 자동차들

많은 음악가들이 공연을 펼치고 영상으로 등장하기도 했다.
- 런던 교향악단 - 〈God Save the Queen〉
- 매드니스 -<Our House>
- 펫 샵 보이스 - 〈West End Girls〉
- 원 디렉션 - 〈What Makes You Beautiful〉
- 비틀즈 - 〈A Day in the Life〉
- 레이 데이비스 - 〈Waterloo Sunset〉
- 런던 교향악단 - 〈Parade of Nations/Athletes〉 (데이빗 아놀드 커버)
- 펫 샵 보이스 - 〈Wers End Girls〉 [Reprise]
- 원 디렉션 - 〈What Makes You Beautiful〉 [Reprise]
- 데이빗 아놀드 - 〈Medal Ceremony〉
- 퀸 - 〈Bohemian Rhapsody〉
- 리버풀 필하모닉 청소년 성가대 피처링 존 레논 - 〈Imagine〉 (존 레논 커버)
- 조지 마이클 - 〈Freedom '90〉, 〈White Light〉
- 카이저 칩스 - 〈Pinball Wizard〉
- 데이비드 보위 - 〈Space Oddity〉, 〈Changes〉, 〈Ziggy Stardust〉, 〈The Jean Genie〉, 〈Rebel Rebel〉, 〈Diamond Dogs〉, 〈Young Americans〉, 〈Let's Dance〉, 〈Fashion〉
- 런던 교향악단 - 〈Oh Uganda, Land of Beauty〉
- 팻보이 슬림 - 〈Right Here, Right Now〉, 〈The Rockafeller Skank〉
- 스파이스 걸스 - 〈Wannabe〉, 〈Spice Up Your Life〉
- 비디 아이 - 〈Wonderwall〉
- 일렉트릭 라이트 오케스트라 - 〈Mr. Blue Sky〉
- 뮤즈 - 〈Survival〉
- 프레디 머큐리 - 〈Vocal Improvisation〉 (웸블리 스타디움 공연)
- 퀸 - 〈Brighton Rock〉
- 퀸 피처링 제시 J - 〈We Will Rock You〉
- 테이크 댓 - 〈Rule the World〉
- 데이빗 아놀드 - 〈Spirit of the Flame〉
- 더 후 - 〈Baba O'Riley〉, 〈See Me, Feel Me〉, 〈My Generation〉으로 이루어진 메들리

비틀즈의 조지해리슨의 here comes the sun도 누가 커버함

### 그 외 공연
BT 런던 라이브의 주최로 블러와 뉴 오더, 더 스페셜스, 봄베이 바이시클 클럽이 참가한 폐막식 콘서트가 하이드 파크에서 열렸다. 블러는 콘서트 다음 날 공연의 라이브 음반인 《Parklive》를 발매했다.

## 같이 보기
- 2012년 하계 올림픽 개막식
- 2012년 하계 올림픽